# متلازمة النخاع الإنسي
متلازمة النخاع الإنسي، المعروفة أيضًا باسم متلازمة التناوب السفلي، أو الشلل النصفي التناوبي تحت اللسان، أو الشلل النصفي التناوبي السفلي، أو متلازمة ديجيرين، نوع من الشلل النصفي التناوبي الذي يتميز بمجموعة من المظاهر السريرية الناتجة عن انسداد الشريان النخاعي الأمامي. يؤدي ذلك إلى احتشاء الجزء الإنسي من النخاع المستطيل (البصلة السيسائية).

## المظاهر السريرية
تشمل الحالة عادةً:
| الوصف | مصدر الضرر                                                                  | الرقم على المخطط |
| انحراف اللسان إلى جانب الاحتشاء عند محاولة إبرازه، بسبب ضعف العضلات في الجانب نفسه.                                    | الألياف العصبية تحت اللسان                                                  | #8               |
| ضعف الأطراف (أو شلل نصفي، اعتمادًا على شدته)، في الجانب المقابل من الاحتشاء                                             | الهرم النخاعي (جذع الدماغ) ومن ثم الألياف القشرية النخاعية في السبيل الهرمي | #5               |
| فقدان اللمسة التمييزية واستقبال الحس العميق الواعي والإحساس بالاهتزاز في الجانب المقابل من الاحتشاء (الجسم أسفل الرأس) | الفتيل الإنسي                                                               | #6               |

لا يتأثر الإحساس بالوجه بسبب عدم إصابة نوى العصب ثلاثي التوائم.
يُقال إن المتلازمة «تناوبية» لأن الآفة تسبب أعراضًا في كل من الجانبين المقابل والمماثل. لا يتأثر الإحساس بالألم والحرارة، لأن السبيل النخاعي المهادي يقع أكثر في الجانب الوحشي من جذع الدماغ ولا يتم تعصيبه بواسطة الشريان النخاعي الأمامي (بل بواسطة الشرايين المخيخية السفلية الخلفية والشرايين الفقرية).

## الفيزيولوجيا المرضية
ينشأ الشريان النخاعي الأمامي بشكل ثنائي كفرعين صغيرين بالقرب من نهاية الشرايين الفقرية التي تنحدر أمام البصلة وتلتقي عند مستوى الثقبة العظمى. يؤدي الاحتشاء (الذي ينشأ في الفروع شبه المتوسطة للشريان النخاعي الأمامي و/أو الشرايين الفقرية) إلى موت الهرم النخاعي والفتيل الإنسي والألياف العصبية تحت اللسان التي تمر عبر البصلة في الجانب نفسه. لا تتأثر وظيفة السبيل النخاعي المهادي لأنه يقع أكثر في الجانب الوحشي من جذع الدماغ ولا يتم تعصيبه بواسطة الشريان النخاعي الأمامي، بل بواسطة الشرايين الفقرية والشرايين المخيخية السفلية الخلفية. بالإضافة إلى ذلك، لا تتأثر نوى العصب ثلاثي التوائم، نظرًا لأن معظمها يقع في أعلى الجسر، والجزء النخاعي منها الموجود في البصلة يكون في الجهة الوحشية بالنسبة للاحتشاء.

## التشخيص
العلامات والأعراض في الجانب نفسه -الشلل الرخو، شلل وضمور نصف اللسان (العصب تحت اللسان)
العلامات والأعراض في الجانب المقابل -الشلل التشنجي في الجذع والأطراف (السبيل القشري النخاعي في الجانب المقابل) ضعف حاسة اللمس واستقبال الحس العميق والاهتزاز في الجذع والأطراف (الفتيل الإنسي في الجانب المقابل)